# La Chapelle-sous-Orbais
La Chapelle-sous-Orbais  là một xã thuộc tỉnh Marne trong vùng Grand Est đông nam nước Pháp. Xã nằm ở khu vực có độ cao trung bình 234 mét trên mực nước biển.